# Дільниця Звягель I — Житомир Південно-Західної залізниці
Дільниця Звягель I — Житомир — дільниця Південно-Західної залізниці. З'єднує місто Звягель з Житомиром. Довжина дільниці — 91 км. На дільниці розташовані 5 станцій і 16 зупинних пунктів.
Дільниця збудована в 1936 році (станція Житомир відкрита в 1896 році, а станція Звягель I — в 1916 році). У 2011 році розпочалася електрифікація дільниці. Дільниця одноколійна.

## Історія
1896 року була збудована залізниця Бердичів — Житомир, а 1916 року — залізниця Шепетівка — Коростень — Калинковичі, на якій, зокрема, була відкрита станція Новоград-Волинський.
1936 року була прокладена залізниця Фастів — Житомир — Новоград-Волинський, у складі якої з'явилася дільниця Житомир — Новоград-Волинський. На той час на дільниці було відкрито лише три проміжних роздільних пункти — роз'їзд Богунський (згодом — станція, зараз — зупинний пункт), станції Добовець (зараз — зупинний пункт Дубовець) і Курне.
1937 року відкрита станція Новоград-Волинський II, а станція Новоград-Волинський змінила назву на Новоград-Волинський I
1940 року відкрилися зупинні пункти Тетірка і Бабичівський.
1964 року відкрився зупинний пункт Смолка, а 1974 року — зупинні пункти Ходорівка і Колодіївка.
Протягом 1980—1990-х років були відкриті ще 9 зупинних пунктів — Гульськ, Барвинівка, Лебедівка, Великий Луг, Стрибіж, Юльянівка, Нова Вигода, Старт, Крошня.
У 2005 році зупинний пункт Смолка, а в 2014 році зупинний пункт Крошня були переведені до розряду станцій.
У 2006 році відкрився зупинний пункт Неборівка.
У 2013 році станція Новоград-Волинський II, у 2014 році станція Дубовець, а в 2016 році станція Богунський переведені в категорію зупинних пунктів.
У 2022 році станція Новоград-Волинський I перейменована на Звягель I, зупинний пункт Новоград-Волинський II — на Звягель II.

## Рух поїздів
Дільниця є малодіяльною, пасажирський рух представлено двома парами приміських поїздів (одна щоденна і одна в неділю). Вантажний рух — переважно збірні та передаточні поїзди. Однак після електрифікації очікується збільшення інтенсивності руху поїздів.
Приміське сполучення забезпечується дизель-поїздами ДР1А РПЧ-10 «Чернігів» та локомотивними бригадами ТЧ-7 «Коростень».

## Станції і зупинні пункти на дільниці
| Назва                                        | Тип        | Фото | Відкритий   | Відстані до ТП | Відстані до ТП | Код Експрес-3 | Код ЄМР |
| Назва                                        | Тип        | Фото | Відкритий   | Звягель I      | Житомир        | Код Експрес-3 | Код ЄМР |
| -------------------------------------------- | ---------- | ---- | ----------- | -------------- | -------------- | ------------- | ------- |
| Коростенська дирекція залізничних перевезень |            |      |             |                |                |               |         |
| Звягель I                                    | станція    |      | 1916        | 0              | 91             | 2200130       | 348002  |
| Смолка                                       | станція    |      | 1964        | 9              | 82             | 2201788       | 345201  |
| Гульськ                                      | зуп. пункт |      | кін. XX ст. | 14             | 77             | 2201787       | 348093  |
| Звягель II                                   | зуп. пункт |      | 1937        | 18             | 73             | 2200125       | 348021  |
| Барвинівка                                   | зуп. пункт |      | 1980-ті     | 22             | 69             | 2200786       | 348036  |
| Лебедівка                                    | зуп. пункт |      | кін. XX ст. | 26             | 65             | …             | 348144  |
| Тетірка                                      | зуп. пункт |      | 1940        | 31             | 60             | 2200752       | 348040  |
| Ходорівка                                    | зуп. пункт |      | 1974        | 33             | 58             | 2200748       | 348055  |
| Великий Луг                                  | зуп. пункт |      | 1990-ті     | 38             | 53             | …             | 348159  |
| Курне                                        | станція    |      | 1936        | 44             | 47             | 2200126       | 348106  |
| Стрибіж                                      | зуп. пункт |      | кін. XX ст. | 49             | 42             | 2200731       | 348110  |
| Неборівка                                    | зуп. пункт |      | 2006        | 52             | 39             | 2200394       | 348178  |
| Бабичівський                                 | зуп. пункт |      | 1940        | 56             | 35             | 2200703       | 348125  |
| Юльянівка                                    | зуп. пункт |      | 1990-ті     | 60             | 31             | 2200357       | 348163  |
| Колодіївка                                   | зуп. пункт |      | 1974        | 63             | 28             | 2202261       | 348134  |
| Дубовець                                     | зуп. пункт |      | 1936        | 68             | 23             | 2200127       | 348248  |
| Нова Вигода                                  | зуп. пункт |      | кін. XX ст. | 74             | 17             | 2200715       | 348214  |
| Богунський                                   | зуп. пункт |      | 1936        | 79             | 12             | 2200128       | 348229  |
| Старт                                        | зуп. пункт |      | кін. XX ст. | 83             | 8              | …             | 348233  |
| Крошня                                       | станція    |      | кін. XX ст. | 87             | 4              | 2200349       | 348200  |
| Житомир                                      | станція    |      | 1896        | 91             | 0              | 2200400       | 345606  |